# Mohačka bitka
Mohačka bitka (mađarski: mohácsi csata ili mohácsi vész; turski: Mohaç Savaşı ili Mohaç Meydan Savaşı) bitka je koja se 29. kolovoza 1526. godine odigrala na Mohačkom polju između Hrvatskog Kraljevstva i Kraljevine Ugarske protiv Osmanskog Carstva.
Hrvatsko-ugarske snage, predvođene dvadesetogodišnjim kraljem Ludovikom II., pobijeđene su od osmanske vojske predvođene tridesetdvogodišnjim sultanom Sulejmanom I. Veličanstvenim; u bitci je Ludovik II. - zadnji Hrvatsko-ugarski kralj - smrtno stradao.
Iako se odvila na ugarskom teritoriju, možemo ju smatrati dijelom stogodišnjeg hrvatsko-turskog rata, s obzirom na angažiranost brojnih hrvatskih postrojba i mjesto bitke, koje je bilo relativno blizu hrvatsko-ugarske granice.

## Pripreme za bitku
Nakon pada Beograda 1521. pod tursku vlast, jugoistočne granice Ugarske ostale su nezaštićene. Kako bi ojačao svoj položaj nasuprot Turcima Ludovik II. Jagelović, hrvatsko-ugarski kralj i kralj Češke, oženio se 1522. Marijom Austrijskom iz loze Habsburgovaca, nadajući se da će tako pridobiti pomoć habsburške Austrije. S druge strane, Turci su to protumačili kao opasnost za svoje interese na Balkanu te su nastojali raskinuti taj savez.
Međutim je situacija u samoj Mađarskoj bile obilježena slabošću monarhije i nezadovoljstvom seljaštva: nakon smrti kralja Matije Korvina Pravednog 1490. godine, podigli su na upražnjeno prijestolje Vladislava II. Jagelovića, kralja Poljske i Češke: vladar bez veće podrške u Mađarskoj je dao plemstvu znatne ustupke koji su oslabili kraljevsku vlast i sposobnost da okupi snažnu vojsku. U narednim desetljećima je plemstvo koristilo svoju veću snagu da dodatno optereti seljake, koji su reagirali pobunama  - nakon čijeg su gušenja 1514. (plemićki) Ugarski sabor proglasio zakon koji je seljacima nametnuo položaj serfa, stanovništva lišenog slobode da se odsele iz svojega sela, koje se stoga moglo prodavati zajedno sa zemljom; ujedno im je plemstvo nametalo sve više obveza da rade na plemićkim imanjima i na održavanju tvrđava i putova.
Visoka Porta je Hrvatsko-ugarskom kraljevstvu nudila mirovne ponude, no Ludovik ih je odbio. Moguće je da je pritom na njega utjecalo zapadnougarsko plemstvo koje se, u slučaju sklapanja mira s Turcima, pribojavalo austrijskog napada. Budući da nije došlo do sporazuma, osmanske su snage u lipnju 1526. prešle Dunav.
Hrvatsko-ugarska vojska bila je podijeljena u tri glavna dijela: transilvansku vojsku koja je trebala spriječiti Turcima prolaz kroz južne Karpate, a imala je između 8.000 i 13.000 boraca kojima je zapovijedao Ivan Zapolja; glavninu vojske predvodio je sam Ludovik; još jedan, manji dio od oko 5.000 ljudi knez Krsto Frankopan Ozaljski.
Budući da se, zbog dugačke granice, nije moglo znati u kojem će smjeru Turci krenuti, kada su oni prešli Dunav, bili su bliže Budimu nego transilvanske snage, koje su tako ostale izvan bitke. Ugarska vojska za bojište je izabrala otvoreno, ali ne sasvim ravno polje na močvarnom području u blizini Mohača, od kojega se spuštalo prema Dunavu. Osmanska je vojska prešla Savu i Dravu te se u dijelu Baranje, koja danas pripada Mađarskoj, našla nasuprot Ludovikovoj vojsci. Turaka je bilo između 70.000 i 100.000, a hrvatsko-ugarske vojske između 26.000 i 40.000 vojnika. Ipak, Ludovikovi su vojskovođe računali na prednost koju su pridobili izabravši povišeni teren u odnosu na Turke te su odlučili da neće čekati pomoć iz Hrvatske.
Pričuvnim hrvatskim postrojbama zapovijedao je senjski kapetan Grgur iz hrvatske plemićke obitelji Orlovića.

## Tijek bitke
Kao što nije točno utvrđen broj sudionika bitke u pojedinim vojskama, tako se ne može sa sigurnošću reći ni koliko je bitka trajala. Obično se drži da je počela oko jedan ili dva poslijepodne, no ne zna se kad je završila. Dok jedna skupina povjesničara govori o kratkotrajnoj bitci, od dva do tri sata, drugi zastupaju mnogo duže trajanje bitke. Naime, turska je vojska, nakon pobjede, prenoćila na bojištu i nije se vratila do svoga tabora što znači da je bila bez zaliha i bez vode. Isto tako, jer više osmanskih povjesničara tvrdi da je toga dana padala kiša, vojska bi se u slučaju rane pobjede vjerojatno povukla u tabor. U prilog dužem trajanju bitke idu i izvori koji tvrde da je Ludovik pobjegao s bojišta u sumrak, a 29. kolovoza to nije moglo biti prije 6,30. Vjerojatnije je stoga da je bitka trajala duže od dva-tri sata, a možda je trajala i 4-5 sati.
Bitku je s turske strane započela rumelijska vojska, a napale su je s desnog krila ugarske jedinice koje je predvodio nadbiskup Kaloče Pavao Tomori te unijele priličnu pometnju u turske redove. Tomori je uspio toliko napredovati da je čak doveo u opasnost i samoga Sulejmana, koji se našao na dometu ugarskih streličara te je pogođen i njegov prsni oklop.
Čini se da je bitku ipak odlučila brojna nadmoć Turaka te dugotrajna obuka što su je primali janjičari, koji su napadali na ugarskom lijevom krilu. Mađari više nisu mogli održati svoje položaje, a oni koji nisu pobjegli uhvaćeni su i pobijeni. Sâm je kralj Ludovik pobjegao iz bitke, ali je zbačen s konja te se utopio u rijeci  Csele. Oko 1.000 ugarskih plemića i velikaša pobijeno je, kao i po više od 10.000 vojnika s obje strane.
Sultan je naložio da se ne zadržavaju zarobljenici, već da se pobiju, tako da je nakon dva dana napisao u svoj dnevnik: »Sultan prima počasti svojih vezira i begova; pobijeno je 2.000 zarobljenika; kiša pada u potocima.«
|                                 | Približan borbeni raspored | Približan borbeni raspored | Približan borbeni raspored |
| Položaj jedinica (zapovjednici) | Pješaci                    | Konjanici                  | Topovi                     |
| Mađari                          | Mađari                     | Mađari                     | Mađari                     |
| Prvi sudar                      | Prvi sudar                 | Prvi sudar                 | Prvi sudar                 |
| ------------------------------- | -------------------------- | -------------------------- | -------------------------- |
| desno krilo (Batthyány i Tahy)  | —                          | 2,000                      | —                          |
| centar (vrhovni zapovjednik)    | 10,000                     | —                          | 80                         |
| lijevo krilo (Perényi)          | —                          | 2,000                      | —                          |
| Drugi sudar                     |                            |                            |                            |
| kraljevi komornici (Tarczay)    | —                          | 3,000                      | —                          |
| zastavnici (Korlatkövy)         | —                          | 3,000                      | —                          |
| najamnici (Trepka i Schlick)    | —                          | 3,000                      | —                          |
| kraljev banderij (Dragfy)       | —                          | 1,000                      | —                          |
| lake postrojbe                  | 2,000                      | —                          | —                          |
| Tabor                           |                            |                            |                            |
| landsknechti                    | 2,000                      | —                          | —                          |
| UKUPNO                          | 14,000                     | 14,000                     | 80                         |
| Turci                           |                            |                            |                            |
| Prvi sudar                      |                            |                            |                            |
| Ibrahim-paša                    | —                          | —                          | 30                         |
| Rumelijci                       | —                          | 12,000                     | —                          |
| janjičari                       | 2,000                      | —                          | —                          |
| Drugi sudar                     |                            |                            |                            |
| Behram-paša                     | —                          | —                          | 270                        |
| janjičari                       | 10,000                     | —                          | —                          |
| Anadolci                        | 2,000                      | 20,000                     | —                          |
| Bočna kolona                    |                            |                            |                            |
| bosanski konjanici (Bali-beg)   | —                          | 5,000                      | —                          |
| bosanski konjanici (Husrev-beg) | —                          | 5,000                      | —                          |
| sultanova pratnja               | —                          | 1,000                      | —                          |
| UKUPNO                          | 14,000                     | 43,000                     | 300                        |

## Posljedice bitke
Unatoč pobjedi Turci nisu uspjeli pokoriti čitavu Ugarsku. Premda su provalili u Budim, ubrzo su se morali povući i nisu ga ponovno osvojili sve do 1541. Ipak, ova je bitka označila kraj moći Ugarskoga kraljevstva. 
Češka, kojom je Ludovik II. vladao od 1516. godine, pripala je njegovom šogoru caru Ferdinandu I. Habsburškom. 
U Hrvatskoj i Ugarskoj rasplamsale su se dinastičke borbe između pristalica Habsburgovaca i pristalica Ivana Zapolje. Hrvatski sabor u Cetingradu je 1. siječnja 1527. god. izabrao Habsburgovca Ferdinanda I. za hrvatskog kralja. Borba za nasljedstvo nastavila se u trećini Ugarske koja nije pala pod tursku vlast te u Slavoniji, gdje su bili najžešći pristalice Zapolje, koji je u svojoj borbi imao i pomoć Turaka. Ludovikov bivši osobni kapelan nakon bitke otišao je u Zapoljin tabor, postavši njegovim tajnikom. Ivan Zapolja je nastavio borbu za vlast nad Ugarskom sve do svoje smrti 1540. godine, a njegov sin Ivan Žigmund Zapolja - i to kao vazal turskom sultanu kojem je plaćao danak od 1543. godine - je nastavio borbu za vlast nad Ugarskom do 1570. godine, kada je odustao od prava na ugarsko prijestolja u korist Habsburgovaca, ostavši zauzvrat Vojvodom od Transilvanije. 
Ugarsku je dodatno razdirala vjerska podjela: Zapolje su sa znatnim dijelom plemstva su prešli na Kalvinizam  (u vrijeme kada su od Kalvinista dobivali podršku u sukobu s katoličkim Habsgurgovcima), te su 1566. godine donijeli zakon kojim su i od preostalog stanovništva da prisilno napusti Katoličanstvo; 1568. godine su od toga morali odustati. 
Središnjim dijelom Mađarske će zavladati Turci, a zapadnim dijelom - tu je uključena i Slovačka - Habsburgovci. Na istoku, kneževina Transilvanija je ostala kao kršćanska zemlja koja će većinom biti u vazalskom odnosu prema Osmanskom carstvu, na čijoj će strani sudjelovati i u Bitki za Beč 1683. godine; nakon nje će Habsburgovci ubrzo istisnuti Turke iz Mađarske - taj će poduhvat biti zaokružen Bitkom kod Sente 1697. i Mirom u Srijemskim Karlovcima 1699. godine. 1711. godine će Habsburgovci uspostaviti trajnu vlast i nad Transilvanijom.
Teški ratovi na mađarskom i hrvatskom tlu koji su označili dva stoljeća nakon Mohačke bitke će znatno osiromašiti Hrvatsko-ugarsko kraljevstvo, potaknuti seobe stanovništva prema zapadu, te kasnije dovesti do znatnog miješanja stanovništva u opustošenim krajevima.

## Vanjske poveznice
- Izvori za bitke na Krbavskom i Mohačkom polju